# Episodi di Mental
La prima e unica stagione della serie televisiva Mental è stata trasmessa negli Stati Uniti dal 26 maggio al 14 agosto 2009 sul canale Fox.
In Italia la stagione è stata trasmessa in prima visione assoluta dal 4 giugno al 27 agosto 2009 sul canale satellitare Fox.
| nº | Titolo originale     | Titolo italiano       | Prima TV USA   | Prima TV Italia |
| -- | -------------------- | --------------------- | -------------- | --------------- |
| 1  | Pilot                | Il nuovo direttore    | 26 maggio 2009 | 4 giugno 2009   |
| 2  | A Beautiful Delusion | Un folle desiderio    | 2 giugno 2009  | 11 giugno 2009  |
| 3  | Book of Judges       | Colpo di fulmine      | 9 giugno 2009  | 18 giugno 2009  |
| 4  | Maniac at the Disco  | Gioco o realtà        | 16 giugno 2009 | 25 giugno 2009  |
| 5  | Roles of Engagement  | Gioco di ruoli        | 23 giugno 2009 | 2 luglio 2009   |
| 6  | Rainy Days           | La scommessa          | 30 giugno 2009 | 9 luglio 2009   |
| 7  | Obsessively yours    | Sesso dipendente      | 7 luglio 2009  | 16 luglio 2009  |
| 8  | House of Mirrors     | La casa degli specchi | 14 luglio 2009 | 23 luglio 2009  |
| 9  | Coda                 | Padri e figli         | 24 luglio 2009 | 30 luglio 2009  |
| 10 | Do Over              | Reincarnazione        | 31 luglio 2009 | 6 agosto 2009   |
| 11 | Lines in the Sand    | Le verità non dette   | 7 agosto 2009  | 13 agosto 2009  |
| 12 | Life and Limb        | Corpo estraneo        | 14 agosto 2009 | 20 agosto 2009  |
| 13 | Bad Moon Rising      | Il licantropo         | 14 agosto 2009 | 27 agosto 2009  |